# Депортация балкарцев
Депортация балкарцев — принудительное выселение балкарского народа с территории Кабардино-Балкарской АССР, проведённое Народным комиссариатом внутренних дел СССР 8—9 марта 1944 года по решению Государственного комитета обороны, в районы Казахской Советской Социалистической Республики и Киргизской Советской Социалистической Республики. Было выселено 37 713 человек. Инициатором и организатором репрессии был Лаврентий Берия. Официально депортация обосновывалась фактами участия представителей народа в коллаборационистских формированиях, выступавших на стороне нацистской Германии во время Великой Отечественной войны. Впоследствии, высшими государственными органами СССР, а позднее — России, депортация была признана незаконной, преступной и актом геноцида.

## Предыстория
В августе 1942 года пять районов Кабардино-Балкарской АССР заняли немецкие войска (см. Нальчикско-Орджоникидзевская операция (1942)). 24 октября 1942 года был оккупирован г. Нальчик. При отступлении были оставлены промышленные предприятия вместе с их оборудованием. Также было оставлено: 314,9 тыс. овец (248 тыс. уничтожено или вывезено немцами), 45,5 тыс. голов КРС (более 23 тыс. уничтожено или вывезено), 25,5 тыс. лошадей (около 6 тыс. уничтожено или вывезено).
Планировалось организовать несколько партизанских отрядов общей численностью до тысячи человек. Но из-за того, что семьи партизан не были эвакуированы, эти отряды распались. Удалось собрать только один отряд, состоявший из 125 человек. Как следствие, руководство республики провалило организацию партизанского движения.
В начале 1943 года Кабардино-Балкарская АССР была освобождена советскими войсками. Нальчик освобождали войска 37-й армии Северной группы войск Закавказского фронта совместно с партизанами Кабардино-Балкарии. Несмотря на это, по состоянию на май 1943 года в республике действовали 44 группы антисоветских повстанцев (941 чел.), куда, по официальным данным, входили и бывшие партийные работники.

## Причины депортации

### Сталинизм
Есть мнение, что причиной депортации балкарцев, в более широком смысле, является сталинизм и система, открывшая простор для репрессий и террора в отношении советских людей. Депортация балкарского народа стала возможной ещё и потому, что в период репрессии 1920—1930-х годов было нарушено основное условие объединения Кабарды и Балкарии о паритетном формировании органов власти. До войны численность населения республики составляла 359 236 человек, по политическим мотивам было арестовано 17 тыс. граждан, из них 9547 привлечено к уголовной ответственности, в том числе 2184 человека расстреляно. Жертвами репрессий становились партийные и советские работники из числа балкарцев, в том числе Ако Гемуев, Келлет Ульбашев, Каншау Чеченов, Магомед Энеев, писатели Саид Отаров, Хамид Теммоев, Ахмадия Ульбашев и другие.
Репрессии были продолжены в предвоенные и военные годы. Были арестованы и осуждены: Х. Аппаев — председатель Чегемского райисполкома, депутат Верховного Совета РСФСР; С. Кумуков — зав. отделом обкома ВКП (б), А. Мокаев — председатель Президиума Верховного Совета КБАССР, А. Настаев — председатель Эльбрусского райисполкома, депутат Верховного Совета СССР. Все они были полностью реабилитированы в 1950—1960-х годах. Однако искусственное обвинение по отношению к руководящим работникам из числа балкарцев в 1944 году было использовано против всего балкарского народа.

### «Малый вклад»
В борьбе против фашистов усмотрели «малый вклад» и даже «предательство» балкарского народа, а в дополнение к этому и «неспособность Балкарии защитить Эльбрус». Об этом заявлял глава НКВД Берия. 23 февраля 1944 года за подписью Кумехова З. Д., 1-го секретаря Кабардино-Балкарского областного комитета ВКП(б), на имя Берии была представлена «Справка о состоянии балкарских районов КБАССР». Есть мнение, что она была подготовлена за него. В ней, в частности, описывалась деятельность и численность бандформирований на территории КБАССР, основной целью которых было названо противодействие Советской власти: банды активно сотрудничали с немцами и получали от них вооружение и продукты; нападали на колхозные коши, воровали скот, отбирали оружие у охранников и продовольствие у колхозников. На оперативном учёте в НКВД КБАССР и НКГБ КБАССР состояло 1737 человек. Справка заканчивалась словами: 
Исходя из вышеизложенного, считаем необходимым решить вопрос о возможности переселения балкарцев за пределы КБАССР.
24 февраля в совершенно секретной телеграмме Берии на имя Сталина необходимость депортации доказывается следующим образом:
...в 1942 г. антисоветские элементы в Балкарии значительно активизировали свою вражескую работу в тылу Красной Армии, создавали бандитско-повстанческие группы, используя бежавших с фронта дезертиров из балкарцев... В балкарских районах ушла в банды и часть руководящих советских и партийных работников... Оккупация немцами большинством балкарцев была встречена доброжелательно... По указке немцев и привезенных ими с собой эмигрантов Шокманова и Кемметова, балкарцы договорились с карачаевцами об объединении Балкарии с Карачаем...
По мнению П. М. Поляна, депортации народов, в том числе и балкарцев, были не профилактическими акциями, а актами «возмездия» за совершённые или не совершённые в годы войны преступления против СССР.
Руководство НКВД Кабардино-Балкарии было сменено за «занижение» количества бандитских группировок. Вновь прибывшее начальство быстро исправило статистику в соответствии с пожеланиями руководства. Новые показатели стали одним из оснований для депортации балкарцев.

### Грузинская территориальная экспансия
Также события связывают с мотивом грузинской территориальной экспансии. Об этом говорит история передачи балкарских земель из РСФСР в Грузинскую ССР. Кроме того, к Грузии отошли территории Северной Осетии и Дагестана, с компенсацией за счёт территорий депортированных народов.

## Ход событий

### Подготовка операции
Механизм подготовки выселения выглядел следующим образом:
1. Формировалась заведомо ложная информация о ситуации в республике, для убедительности — с незначительной долей правды. Хотя в потоке сообщений из Кабардино-Балкарии о фактах противостояния Советской власти части населения республики в период немецкой оккупации, балкарцы особо не выделялись.
2. С 1944 года начали поступать донесения (в ряде источников — «разоблачения») от наркомов внутренних дел и госбезопасности КБАССР К. П. Бзиава и С. И. Филатова. Донесения с негативной оценкой поведения балкарского населения сыграли роль юридического обоснования для вынесения приговора народу[13].

В январе 1944 года в НКВД СССР начались первые предварительные обсуждения вопроса о возможности переселения балкарцев и начата разработка плана операции. 23 февраля З. Д. Кумехов подписал «Справку о состоянии балкарских районов КБАССР». 24 февраля Сталину поступило предложение от Берии по выселению балкарцев. А уже 26 февраля Берия подписал приказ по НКВД СССР № 00186 «О мероприятиях по выселению из КБ АССР балкарского населения». За день до этого, в ходе встречи, на которой присутствовали Берия, Серов, Кобулов с секретарём Кабардино-Балкарского обкома партии Зубером Кумеховым, была намечена поездка в Приэльбрусье.
2 марта Берия, прибыв в Приэльбрусье в сопровождении Кобулова и Мамулова, сообщил Кумехову о выселении балкарцев и передаче их земель Грузии, для создания оборонительного рубежа на северных склонах Большого Кавказа.
Вскоре, 5 марта, вышло Постановление ГКО No 5309 о выселении балкарцев из КБАССР. В тот же день в балкарские села прибыли воинские части. Населению было сообщено, что войска прибыли для отдыха и пополнения. Общее руководство депортацией возлагалось на заместителей наркома внутренних дел СССР генерал-полковника И. Серова и генерал-полковника Б. Кобулова. Непосредственным руководителем операции был назначен генерал-майор И. Пияшев, а его заместителями стали генерал-майор М. И. Сладкевич и местные наркомы (госбезопасности и внутренних дел) — С. И. Филатов и К. П. Бзиава.
Для проведения операции были выделены войска РККА и НКВД общей численностью более 21 тысячи человек. В операции были задействованы соединения и части войск РККА: Московская стрелковая дивизия (без 1-го полка), 23-я стрелковая бригада, 136-й, 170-й, 263-й, 266-й стрелковые полки, 3-й мотострелковый полк, Московское военно-техническое училище, Отдельный батальон промвойск, Школа усовершенствования политсостава, 4000 оперработников НКВД-НКГБ. Для этапирования выделен 244-й полк конвойных войск НКВД.
Территория проживания балкарцев была разбита на пять секторов: Эльбрусский, Чегемский, Хуламо-Безенгиевский, Черекский и Нальчикский. Каждый из четырёх районов проживания с преимущественно балкарским населением и пятый — в городе Нальчике, для балкарцев проживавших в других районах.

### 8 марта 1944 года
Хотя день начала операции был установлен на 10 марта, но провели её раньше. Рано утром 8 марта 1944 года населению был отдан приказ собраться в дорогу. Вся операция по выселению балкарцев продлилась два часа. Выселению подверглось всё население без исключения: участники Гражданской и Отечественной войн, инвалиды войны, родители, жёны, дети фронтовиков, депутаты Советов всех уровней, руководители партийных и советских органов.
Балкарцев со всей территории КБАССР свозили на «студебекерах» на железнодорожную станцию города Нальчика. Там их распределяли по товарным вагонам. Всего было четырнадцать эшелонов. Каждый состав состоял из 56 вагонов, в вагон помещали 40—45 человек. Эшелоны с балкарцами в документах именовались кодом «Северный Кавказ — 455».

### Завершение операции
11 марта Берия доложил Сталину, что «балкарцев выселено 37 103 человека». В то время, по данным Статистического управления КБАССР на март 1943 года, общая численность населения республики составляла 292 683 человека. По данным НКВД, к 24-му марта, за 18 дней пути в товарных вагонах, предназначенных для перевозки скота (почти без нар и печей для отопления), от голода, холода и болезней умерли 562 человека.
8 апреля 1944 года вышел Указ Президиума Верховного Совета СССР о переселении балкарцев, проживающих в Кабардино-Балкарской АССР, и о переименовании Кабардино-Балкарской АССР в Кабардинскую АССР. Эльбрус и Приэльбрусье были переданы Грузинской ССР. Чуть позже (с 5 по 10 мая) с территории бывшего Карачая (в то время Клухорского района Грузии) были депортированы два десятка балкарских семей. Общая численность балкарцев, подвергшихся депортации, составило 37 713 человек.

### Распределение по районам
Выселенные балкарцы были распределены в новых районах проживания следующим образом:
- Казахская ССР — 16 684 человека (4660 семей)
- Киргизская ССР — 15 743 человека (9320 взрослых)
- Узбекская ССР — 419 человек (250 взрослых)
- Таджикская ССР — 4 человека
- Иркутская область — 20 человек
- районы Крайнего Севера — 14 человек.

Все спецпереселенцы ставились на учёт, с обязательной ежемесячной проверкой по месту жительства в спецкомендатурах. Без санкции коменданта было запрещено отлучаться за пределы района расселения. Самовольная отлучка приравнивалась к побегу и влекла за собой уголовную ответственность. За любое нарушение, включая неподчинение коменданту, поселенцы подвергались административному или уголовному наказанию.

## Последствия
Депортация имела ряд негативных последствии: физическое уничтожение части балкарского этноса, насильственное разрушение структуры политического, социально-экономического, культурного развития балкарцев и ликвидация государственности народа. Так же был нанесён урон экономическому развитию КБАССР: оставшееся население, на добровольно-принудительной основе, было вынуждено осваивать и поддерживать опустевшие земли. Произошёл разрыв поколений: так как из-за переселения многие члены семейно-родственных структур оказались разделены, вследствие чего нарушилась традиция передачи опыта от родителей к детям.

### Изменения границ
С 1944 по 1957 год в состав Верхнесванетского района Грузинской ССР были включены юго-западный части Эльбрусского и Нагорного районов Кабардинской АССР, что изменило границу между РСФСР и Грузинской ССР. Граница «от перевала Бурун-Таш прошла на восток по реке Малка до высоты 2877, далее на юго-восток по реке Ислам-Чай через высоту 3242 у перевала Кыртык-Ауш, на юго-восток по реке Кыртык, западнее села Верхний Баксан и на юг по реке Адыр-Су до перевала Местия».

### Численность населения
Согласно статистическим данным, к октябрю 1948 года численность балкарцев достигла самого низкого показателя — 31,7 тысячи человек. Люди погибали из-за невыносимого климата, болезней, голода. Эдиев Д. приводит следующие данные в рамках оценочного исследования:
| Месяц.год             | март.44 | март.44 | дек.44 | окт.45 | окт.46 | окт.48 | янв.49 | июнь.49 | июль.49 | янв.50 | июль.50 | янв.53 | янв.54 | янв.59 | янв.70 | янв.79 | янв.89 |
| Численность балкарцев | 38,3    | 37,2    | 33     | 33,3   | 32,9   | 31,7   | 32     | 32      | 32,6    | 32,8   | 31,8    | 33,3   | 34     | 42,4   | 59,5   | 72,4   | 85,1   |

### Образование
Для ассимиляции и стирания историко-культурной основы репрессированных народов их язык и культурные традиции были исключены из числа официально поддерживаемых государством. Для балкарских детей было затруднено получение школьного образования: только каждый шестой из них посещал школу. Рассматривалась возможность обучения и в ВУЗах, но в пределах союзной республики, где жили спецпереселенцы.

### Возвращение
28 апреля 1956 года вышел Указ Президиума Верховного Совета СССР «О снятии ограничений в правовом положении крымских татар, балкарцев, турок — граждан СССР, курдов, хемшилов и членов их семей, выселенных в период Великой Отечественной войны». Хотя в указе и говорилось, что снятие людей с учёта спецпоселений ещё не предполагает их возвращения на Кавказ, процесс был запущен: балкарцы начали возвращаться. Это, отчасти, ускорило принятие официальных решений. 24 ноября 1956 года ЦК КПСС принял Постановление «О восстановлении национальной автономии калмыцкого, карачаевского, балкарского, чеченского и ингушского народов», в котором депортация признавалась актом произвола и беззакония.
9 января 1957 года Президиум Верховного Совета СССР издал Указ «О преобразовании Кабардинской АССР в Кабардино-Балкарскую АССР». Началось массовое возвращение балкарцев на родину. Основная их часть вернулась до середины 1958 года. В период 1957—1959 гг. вернулось 9327 балкарских семей, общей численностью 35 274 человека. К 1979 году около 90 % всех балкарцев вернулись на Кавказ.
По различным причинам часть депортированных решила остаться. Кто-то решил, что теперь, будучи равноправными гражданами СССР, неважно где жить; другие не захотели бросить нажитое хозяйство и карьеру, третьи, уже породнившись с представителями местного населения, не пожелали уезжать от близких людей. По итогам Всесоюзной переписи 1989 г. в Казахстане проживало более 2967, а в Кыргызстане — 2131 балкарец. Основными местами проживания балкарцев в Казахстане являлись Шербактинский и Успенский районы Павлодарской области, Алма-атинская и Джамбульская области, города Алма-Ата, Талды-Курган, Астана, Тараз, Шымкент. В Кыргызстане это были села: Новопокровка, Дмитриевка Иссык-Атинского района Чуйской области, Кутурга Тюпского района Иссык-Кульской области.

### Реабилитация
14 ноября 1989 года принята Декларация Верховного Совета СССР, в которой были реабилитированы все репрессированные народы РСФСР и признаны незаконными и преступными репрессивные акты против них на государственном уровне.
В 1991 году был принят закон РСФСР «О реабилитации репрессированных народов», который признал право репрессированных народов на восстановление территориальной целостности, а также на возмещение ущерба, причинённого государством.
10 июня 1993 года принято постановление «О социально-экономической поддержке балкарского народа». 3 марта 1994 года вышел указ «О мерах по реабилитации балкарского народа и государственной поддержке его возрождения и развития».
Закон РСФСР от 26 апреля 1991 года № 1107-1 «О реабилитации репрессированных народов» признал репрессивные акты преступными и незаконными. Акт депортации государством был признан геноцидом. Статья 4-я данного закона провозгласила, что агитация, препятствующая реабилитации репрессированных народов, не допускается, а лица, совершающие такие действия, должны привлекаться к ответственности.

## Судьба организаторов депортации
Участники операций по выселению народов Северного Кавказа были представлены Л. П. Берией к наградам, а 8 марта 1944 года председатель ПВС СССР М. И. Калинин подписал указ о награждении чекистов и военных за образцовое выполнение специальных заданий правительства.
Всего было награждено 714 человек, из них:
- орденом Суворова I степени было награждено 4 чел.
- орденом Кутузова I степени — 3
- орденом Суворова II степени — 13
- орденом Кутузова II степени — 17
- орденом Красного Знамени — 79
- орденом Отечественной войны I степени — 47
- орденом Отечественной войны II степени — 61
- орденом Красной Звезды — 120
- медалью «За отвагу» — 259
- медалью «За боевые заслуги» — 111 человек.

Из них: ордена Суворова I степени удостоены Берия Л. П., Кобулов Б. 3., Круглов С. Н. и Серов И. А., ордена Кутузова I степени — Аполлонов А. Н., Меркулов В. Н. и Пияшев И. И., ордена Суворова II степени — Абакумов В. С., Гвишиани М. М., Добрынин Г. П., Дроздов В. А., Прошин В. С., Рапава А. Н., Стаханов Н. П., Церетели Ш. О. и Шередега И. С., ордена Кутузова II степени — Гоглидзе С. А., Горбатюк И. М., Клепов С. А., Кривенко М. С., Леонтьев А. М., Мильштейн С. Р., Огольцов С. И., Петров Г. А., Покотило С. В., Ткаченко И. М. и Юхимович С. П. , ордена Красного Знамени — Вургафт А. А., Гагуа И. А., Горлинский Н. Д., Горностаев Я. Ф., Какучая В. А., Каранадзе Г. Т., Маркеев М. И., Рухадзе Н. М. и Эсаулов А. А., ордена Красной Звезды — Аркадьев Д. В., Бочков В. М., Мамулов С. С.
4 апреля 1962 года вышел Указ Президиума Верховного Совета СССР «Об отмене Указа Президиума Верховного Совета СССР от 8 марта 1944 года „О награждении орденами и медалями работников Наркомата Внутренних дел и Наркомата Государственной безопасности“», по которому офицеров и военнослужащих, которые осуществляли депортацию с Северного Кавказа, лишили наград. Это предложение об отмене наград было внесено, как писал А. И. Микоян, им.
Ряд руководящих работников госбезопасности были арестованы и осуждены: Л. П. Берия, В. Г. Деканозов, Б. З. Кобулов, А. З. Кобулов, В. Н. Меркулов, Л. Е. Влодзимирский, С. А. Гоглидзе, А. З. Мешик, Л. Л. Шварцман, М. Д. Рюмин, А. Г. Леонов, В. И. Комаров, М. Т. Лихачёв, И. А. Чернов, Я. М. Броверман, С. Ф. Мильштейн, П. А. Шария, С. С. Мамулов, Б. В. Родос. Министр госбезопасности В. С. Абакумов (1946—1951) был арестован при Сталине, но расстрелян уже после его смерти.

## Оценка специалистов
Доктор исторических наук А. В. Бакунин считает, что депортация народов стала чудовищным преступлением сталинского тоталитаризма. Также он отмечает, что акция была незаконной и проведённой без суда. Народы были лишены национальной государственности и переселены в неблагоприятные и экстремальные условия, оказавшись без жилья и нормального материального обеспечения. Большинство спецпереселенцев, независимо от возраста, были направлены на тяжёлые физические работы (шахты, лесоповал и другие), а также оказались в условиях социально-психологической блокады государственных органов, пропагандирующих среди населения классовую ненависть к переселенцам как к «врагам народа».

Анализируя последствия депортаций военного времени, доктор исторических наук Н. Ф. Бугай отмечает:
 ... прежде всего, был нанесен заметный удар дружбе народов, интернационализму, завоеваниям Великого Октября. В 1940-е гг. политика Сталина и его приспешников нанесла удар по интернационализму. Переселение, приведшее к огромным человеческим, моральным, политическим потерям, противоречило всем принципам ленинской национальной политики. Заметный урон понесла культура народов, возникали сложности в советском и партийном строительстве, падал авторитет Советов как органов государственной власти, были деформированы принципы национально-государственного строительства, попран суверенитет республик и автономных областей, нарушены права народов на их свободное развитие
Однако, несмотря на то, что большинство исследователей негативно оценивают проведенные в период войны этнические депортации в СССР, в современной историографии можно выделить и другую точку зрения.

## Память
- 8 марта является Днём памяти жертв депортации балкарского народа[82].
- 28 марта — День возрождения балкарского народа[83][84]
- 8 марта 2002 года в Нальчике открыт Мемориал жертвам репрессий балкарского народа[85][86]

## В культуре

### Фильмы
- «Дорога на край жизни» (1995), художественный фильм (режиссёр — Рубен Мурадян)[87].
- «Устоявшие» (2014), художественно-документальный фильм (реж. Даниель Кайгермазов). Снят по материалам Темукуева Б. Б.[88]